# Rue du Général-Grossetti
La rue du Général-Grossetti est une voie du 16e arrondissement de Paris, en France

## Situation et accès
Située dans le 16e arrondissement, quartier d'Auteuil, la rue du Général-Grossetti, d'une longueur de 65 mètres, commence au 1, rue du Général-Malleterre et finit au 142, boulevard Murat.

## Origine du nom
Elle est nommée en l'honneur du général Paul François Grossetti (1861-1918), qui s'illustra au cours de la Première Guerre mondiale.

## Historique
Cette voie, qui a pris sa dénomination actuelle par un arrêté du 25 avril 1930, a été ouverte en 1932 par la Ville de Paris sur l'emplacement du bastion no 67 de l'enceinte de Thiers.